# Королёв, Владимир Иванович
Влади́мир Ива́нович Королёв (род. 1 февраля 1955, дер. Пустынька, Калининская область, РСФСР, СССР) — российский военачальник. Главнокомандующий Военно-морским флотом (2016—2019). Адмирал (2013).
Вице-президент АО «Объединённая судостроительная корпорация» по военному кораблестроению с 10 июля 2019 года.

## Биография
Родился 1 февраля 1955 года в деревне Пустынька Кашинского района Калининской области.
В 1972 году окончил Ленинградское Нахимовское военно-морское училище, в 1977 году — Высшее военно-морское училище имени М. В. Фрунзе, в 1987 году — Высшие специальные офицерские классы ВМФ, в 1995 году — Военно-морскую академию имени Адмирала Флота Советского Союза Н. Г. Кузнецова заочно.
Службу проходил на Северном флоте: командиром электронавигационной группы (1977—1979) и штурманской боевой части (1979—1981) подводной лодки К-467, помощником командира подводной лодки К-495 (1981—1984), старшим помощником командира 246-го экипажа подводной лодки (1984—1986), командиром подводной лодки К-488 (1987—1988), командиром подводной лодки К-387 (1988—1993), заместителем командира 24-й дивизии подводных лодок (декабрь 1993 — апрель 1996), начальником отдела, (преобразованного в службу) противолодочной борьбы Оперативного управления штаба Северного флота (апрель 1996 — август 2000), командиром 24-й дивизии подводных лодок (август 2000 — март 2002), командиром Гаджиевской базы хранения подводных сил (март — август 2002), начальником штаба (сентябрь 2002 — август 2005) и командиром (август 2005 — ноябрь 2007) 12-й эскадры подводных лодок Северного флота.
С 19 ноября 2007 по август 2009 года — заместитель командующего Северным флотом ВМФ России. В этой должности осенью 2008 года руководил походом отряда боевых кораблей Северного флота в Средиземноморский регион и Карибский бассейн. Командовал с борта тяжёлого атомного ракетного крейсера «Пётр Великий» международными учениями в Карибском море. Под его флагом впервые в истории большой противолодочный корабль Северного флота «Адмирал Чабаненко» совершил переход Панамским каналом из Атлантического океана в Тихий и обратно, а также впервые в постсоветский период истории совершил деловой заход в порт Гавана на Кубе, совершил заходы в Венесуэлу и Панаму.
С августа 2009 по 2 июля 2010 года — начальник штаба — первый заместитель командующего Северным флотом.
2 июля 2010 года назначен командующим Черноморским флотом. Находился в должности менее года. Инициатор реставрации Храма Святого Равноапостольного князя Владимира в Севастополе и создания музейного комплекса 35-й береговой батареи на мысе Херсонес.
23 июня 2011 года назначен командующим Северным флотом, 11 июля 2011 года представлен командному составу флота и вступил в должность. Под командованием адмирала Королёва корабли Северного флота осенью 2012 года приступили к освоению Арктики и впервые в истории совершили высадку морского десанта на Новосибирские острова. В 2013 году Северный флот получает особый статус — становится межвидовым стратегическим объединением, по сути являющиеся военным округом.
22 декабря 2014 года на адмирала Владимира Королёва было возложено управление объединённым стратегическим командованием «Север». Под его руководством в 2015 году прошло развёртывание Арктической группировки войск и была создана военная инфраструктура Вооружённых Сил Российской Федерации в Арктике.
27 ноября 2015 года был назначен временно исполняющим обязанности Главнокомандующего ВМФ на время отпуска по болезни Главнокомандующего адмирала Виктора Чиркова.
5 апреля 2016 года указом Президента Российской Федерации № 154 был назначен Главнокомандующим Военно-Морским Флотом Российской Федерации. 18 апреля Министр обороны Российской Федерации генерал армии Сергей Шойгу вручил адмиралу Владимиру Королёву штандарт Главнокомандующего ВМФ России.
В 2016 году под руководством главнокомандующего Военно-морским флотом адмирала Владимира Королёва ВМФ России впервые вышел на уровень СССР по количеству времени, проведённого подлодками в походах. Это более 3 тысяч суток в море подводного флота России.
За время операции в Сирии кораблями Военно-морского флота под командованием Главнокомандующего ВМФ адмирала Владимира Королёва было нанесено более 10 ракетных ударов с общим количеством более 100 ракет по позициям террористов. В результате было уничтожено более 80 объектов незаконных вооружённых формирований.
Возродил уникальные морские штурманские походы вокруг Евразии с прохождением Северного морского пути для курсантов ВМФ на учебных кораблях. В 2017 году учебный корабль «Перекоп» прошёл по маршруту Кронштадт-Севастополь, Севастополь-Владивосток, Владивосток-Мурманск, Мурманск-Кронштадт. Поход полностью подтвердил свою эффективность морской практики курсантов, которая проходила в различных широтах Мирового океана с учётом навигационных особенностей районов 15 морей, различных проливов и заливов.
В течение 2016 года под командованием адмирала Владимира Королёва флот пополнился 24 кораблями и судами обеспечения, в том числе двумя многоцелевыми подлодками. В 2017 году флот получил 60 крылатых ракет «Калибр» и 42 торпеды, а также два истребителя Су-30СМ морской авиации. 20 июля поднят флаг на корвете пр. 20380 «Совершенный». Закончились испытания оружия на новом фрегате пр. 11356 «Адмирал Макаров».
По инициативе адмирала Владимира Королёва в июле 2017 года впервые со времён Петра Великого состоялся Главный военно-морской парад в Санкт-Петербурге и Кронштадте. В 2018 году в параде в День ВМФ приняли участие более 40 боевых кораблей и более 20 военных самолётов. С этого года Главный военно-морской парад проводится ежегодно.
Освобождён от должности Главнокомандующего ВМФ России 3 мая 2019 года и уволен с воинской службы.
Член редакционной коллегии журнала «Военная мысль».
С 10 июля 2019 года — вице-президент АО «Объединённая судостроительная корпорация» по военному кораблестроению. Курирует вопросы строительства судов для Военно-морского флота.
Являлся первым Главнокомандующим ВМФ России, назначенным на данную должность из моряков-подводников, и самым старшим по возрасту на момент назначения.

Вице-адмирал Королёв на церемонии представления офицеров, назначенных на высшие командные должности, 27 декабря 2011 г.
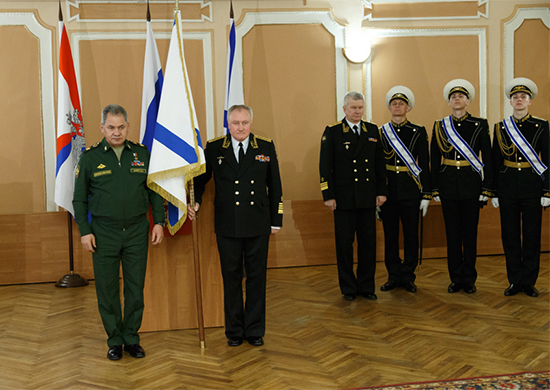
Церемония вручения адмиралу Владимиру Королёву штандарта Главнокомандующего ВМФ. Североморск, 18 апреля 2016 г.
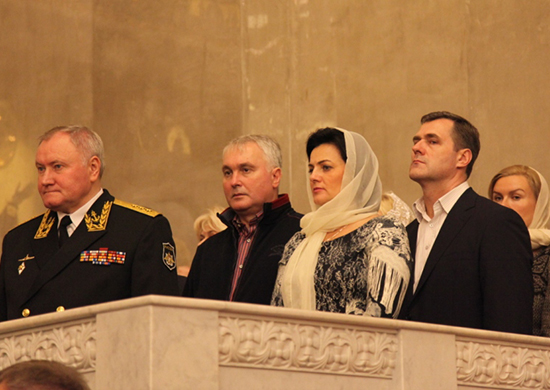
Главнокомандующий ВМФ РФ адмирал Королёв на Пасхальной службе в Кронштадтском морском соборе, 1 мая 2016 г.
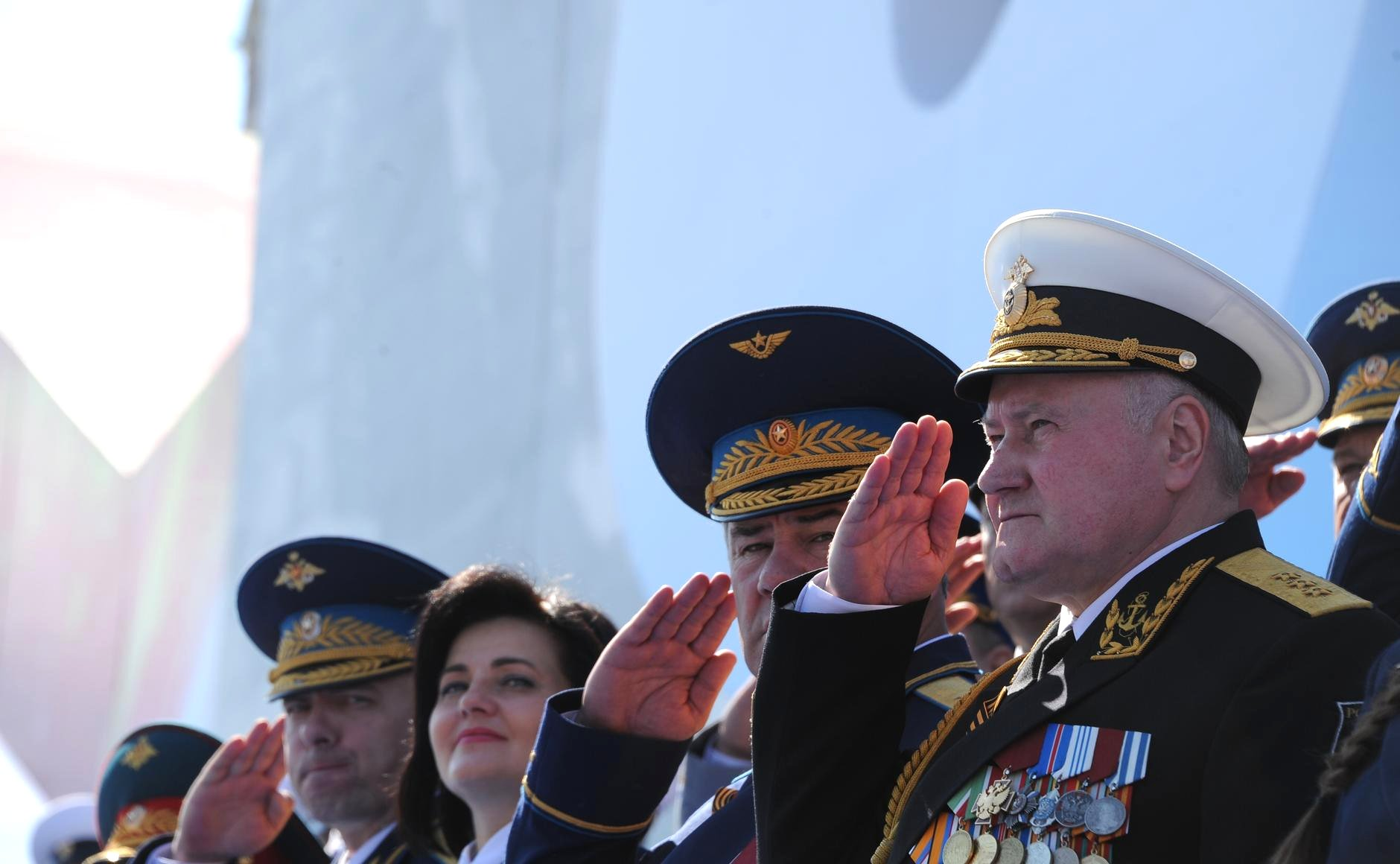
Главнокомандующий ВМФ РФ адмирал Королёв на военном параде на Красной площади, 9 мая 2016 г.

Несколько лет был членом президиума Государственной комиссии по вопросам развития Арктики. Участник 18 дальних походов на атомных подводных лодках и надводных кораблях. Военной службе отдал 46 лет. Почётный полярник.

## Воинские звания
- Контр-адмирал (9 июня 2001)[14].
- Вице-адмирал (15 декабря 2006)[15].
- Адмирал (20 февраля 2013)[16].

## Награды
- Орден «За заслуги перед Отечеством» III степени,
- Орден «За заслуги перед Отечеством» IV степени (2.08.2009)[17],
- Орден «За военные заслуги» (1.03.1996)[18],
- Орден «За морские заслуги» (2014),
- Орден «За службу Родине в Вооружённых Силах СССР» III степени (1989),
- Медаль ордена «За заслуги перед Отечеством» II степени (23.02.2002)[19],
- Медали СССР,
- Медали РФ.